# Tequila Sunrise (cocktail)

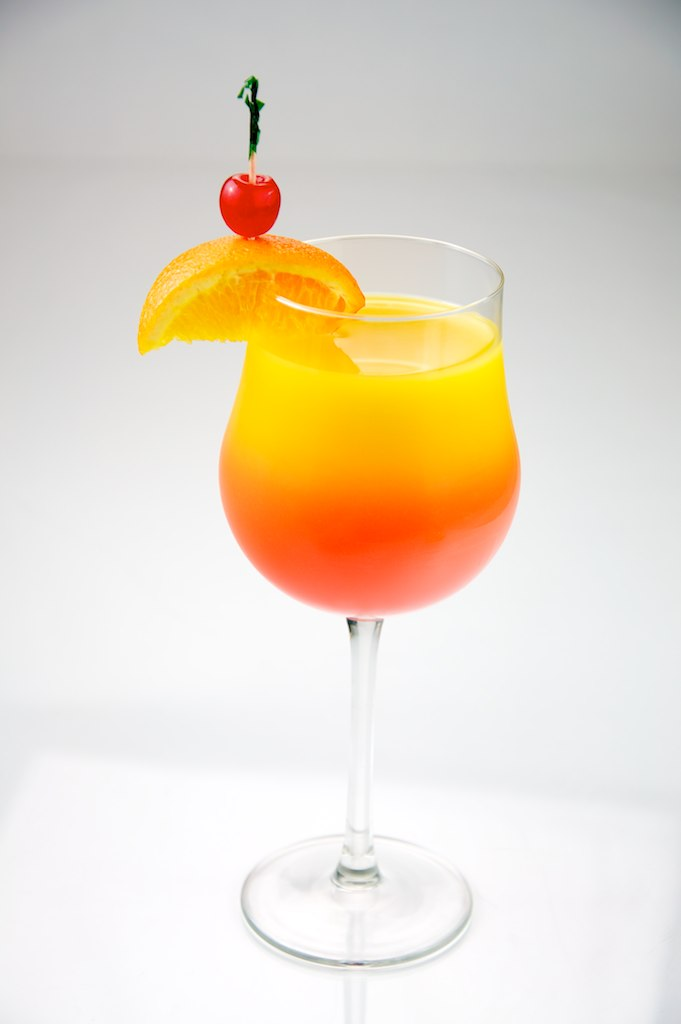
Tequila Sunrise

Tequila Sunrise este un cocktail preparat în două feluri diferite, originalul (tequila, creme de cassis, suc de limetă și apă minerală) și băutura mai populară (tequila, suc de portocale și sirop de grenadină). La început a fost servit la Arizona Biltmore, și a fost numit după felul în care arată după ce este turnat în pahar. Grenadina și sucul de portocale se amestecă puțin, creând un degrade asemănător unui răsărit.

## Cultura populară
Numele băuturii a fost popularizat în anul 1973 de formația Eagles, prin melodia "Tequila Sunrise" și în 1988 de Mel Gibson/Michelle Pfeiffer în filmul Tequila Sunrise.
Grupul hip-hop Cypress Hill a creat un single intitulat "Tequila Sunrise."

## Preparare și servire
Tequila Sunrise este considerată o băutură lungă și este de obicei servită într-un pahar înalt. IBA l-a desemnat un cocktail oficial IBA.
Băutura este amestecată prin turnarea în Tequila, gheață apoi sucul și în sfârșit siropul. Aspectului băuturii depinde cum este adăugat siropul fără amestecare cu celelalte ingrediente. O lingură poate fi utilizată pentru ca siropul pe peretele de sticlă la partea inferioară a paharului să nu fie amestecat.

### Variațiuni
- Tequila Sunset - se substituie grenadina cu brandy de coacăze
- Vodka Sunrise - se folosește votcă în loc de tequila
- Astronaut Sunrise - conține Tang în loc de suc de portocale
- Aperol Sunrise - se înlocuiește Aperol în loc de grenadină
- Caribbean Sunrise – folosiți rom în loc de tequila
- Southern Sunrise – utilizați Southern Comfort în loc de tequila
- Astronaut Sunrise – utilizați Tang în loc de suc de portocale
- Amaretto Sunrise – utilizați Disaronno amaretto în loc de tequila
- Florida Sunrise – utilizați măsuri egale de ananas și suc de portocale
- Red Sea Sunrise – versiune non-alcoolică care folosește limonadă sau Sprite în loc de tequila
- Enamorada Sunrise – înlocuitor Campari pentru siropul de grenadină
- Colorado Sunrise – utilizați Captain Morgan și Sunny Delight în loc de tequila și suc de portocale
- Bequia Sunrise – utilizați Union Jake's Honey Brandy în loc de tequila[1]
- Goon Sunrise – utilizați cask wine în loc de tequila
- Arizona Biltmore Tequila Sunrise – Hornitos Plata tequila, Creme de cassis, suc proaspăt de lime și club soda